# 딜 오브 더 데이
딜 오브 더 데이(Deal-of-the-day), 데일리 딜(daily deal, 플래시 세일(flash sales), 원 딜 어 데이(one deal a day)는 웹사이트가 단일 제품을 24~36시간 동안 판매하는 전자 상거래 비즈니스 모델의 하나이다. 잠재 고객은 딜-어-데이(deal-a-day) 웹사이트의 회원으로 가입한 다음 이메일이나 사회 연결망을 통해 초대를 온라인 할인을 받고 초대를 받는다.
2011년 기준으로, 딜 오브 더 데이 사이트들은 대중적으로 성장을 계속해왔으나 새로운 관심은 개념의 오랜 지속성 및 소기업의 원데이 딜의 재정적 생존력을 통해 발달해왔다.

## 역사
딜 오브 더 데이 개념은 2004년 7월 Woot.com의 런칭과 함께 인기를 얻기 시작했으나 Woot 자체는 uBid 등의 초기 닷컴 버블 사이트들의 수정판이었다. 2006년 말 딜 오브 더 데이 산업은 100곳의 이상의 딜-어-데이 사이트들로 큰 확장을 이루었다. 2008년 11월, 그루폰이 이 시장에 진입하였으며 10억 달러 가치에 도달할 정도로 2번째로 빠르게 성장한 온라인 기업이 되었다.
페이스북 및 구글을 포함한 다른 온라인 비즈니스는 자체 딜 오브 더 데이 사이트를 테스트하여 실패로 판명된 후 해당 사이트를 철회했다. 그러나 페이스북 및 마이스페이스와 같은 소셜 네트워크의 등장으로 딜 오브 더 데이 사이트의 성장이 가속화되어 인기 있는 거래가 입소문으로 확산되었다.

## 비즈니스 모델 개요
딜 오브 더 데이 비즈니스 모델은 소매업체가 소매업체 이익의 일부를 받는 거래 회사의 고객에게 할인된 서비스나 제품을 직접 판매할 수 있도록 함으로써 작동한다. 이를 통해 소매업체는 브랜드 충성도를 구축하고 잉여 재고를 신속하게 판매할 수 있다.
대부분의 딜 오브 더 데이 사이트는 지역 기업 및 온라인 소매업체와 직접 협력하여 권장 소매 가격에 비해 상당히 할인된 딜을 개발한다. 공동 구매 공식을 사용하여 최소 및 최대 거래 수를 사용할 수 있다. 일반적으로 당일 거래 사이트는 특정 디자이너 판매별로 상품을 분류한다. 거래는 일반적으로 24시간 동안만 제공되지만 딜 오브 더 데이 웹 사이트에서는 판매를 늘리고 여러 거래가 실행될 수 있도록 대안적이고 긴 거래 구매 기간을 점점 더 많이 제공하고 있다.
거래가 시작되면 거래에 대한 설명이 고객에게 이메일로 전송되는 경우가 많으며 때로는 창의적이거나 유머러스한 설명이 포함되어 있다. 이러한 이메일을 보내는 관행은 이메일 마케팅 전문가와 사용자로부터 비판을 받아 왔다. 그러나 증거에 비추어 보면 이러한 공격적인 전략은 판매 창출에 효과적이다. 일부 사이트에서는 회원이 매일 또는 매주 이메일을 받거나 모든 현재 제안에 대한 알림을 받을 수 있도록 허용한다. 고객은 소매업체에서 직접 구매하는 대신 딜 오브 더 데이 웹사이트에서 구매한다. 그런 다음 소매업체가 아닌 웹사이트에서 고객 데이터를 보관한다.
최소 수의 거래가 판매되면 고객의 신용카드로 요금이 청구되고 해당 거래는 소매점이나 서비스 제공업체에서 교환할 수 있는 전자 바우처로 전달된다. 딜 오브 더 데이 웹사이트에서 구매한 상품권의 프로모션 가치는 일반적으로 일정 기간이 지나면 만료되지만 원래 지불한 가치를 유지한다.
딜 오브 더 데이 웹사이트를 통해 판매되는 일반적인 제품 및 서비스에는 의류, 레스토랑 및 바, 미용실 및 스파, 특별 행사, 건강 및 피트니스 제품, 여행 패키지 등이 있다.